# شهرستان لینشی (هبئی)
شهرستان لینشی (به انگلیسی: Linxi County) یک شهرستان در چین است که در شینگتای واقع شده‌است. شهرستان لینشی ۵۴۲ کیلومتر مربع مساحت و ۳۲۰٬۰۰۰ نفر جمعیت دارد و ۳۶ متر بالاتر از سطح دریا واقع شده‌است.